# St. Bonifaz (Ludwigshafen)

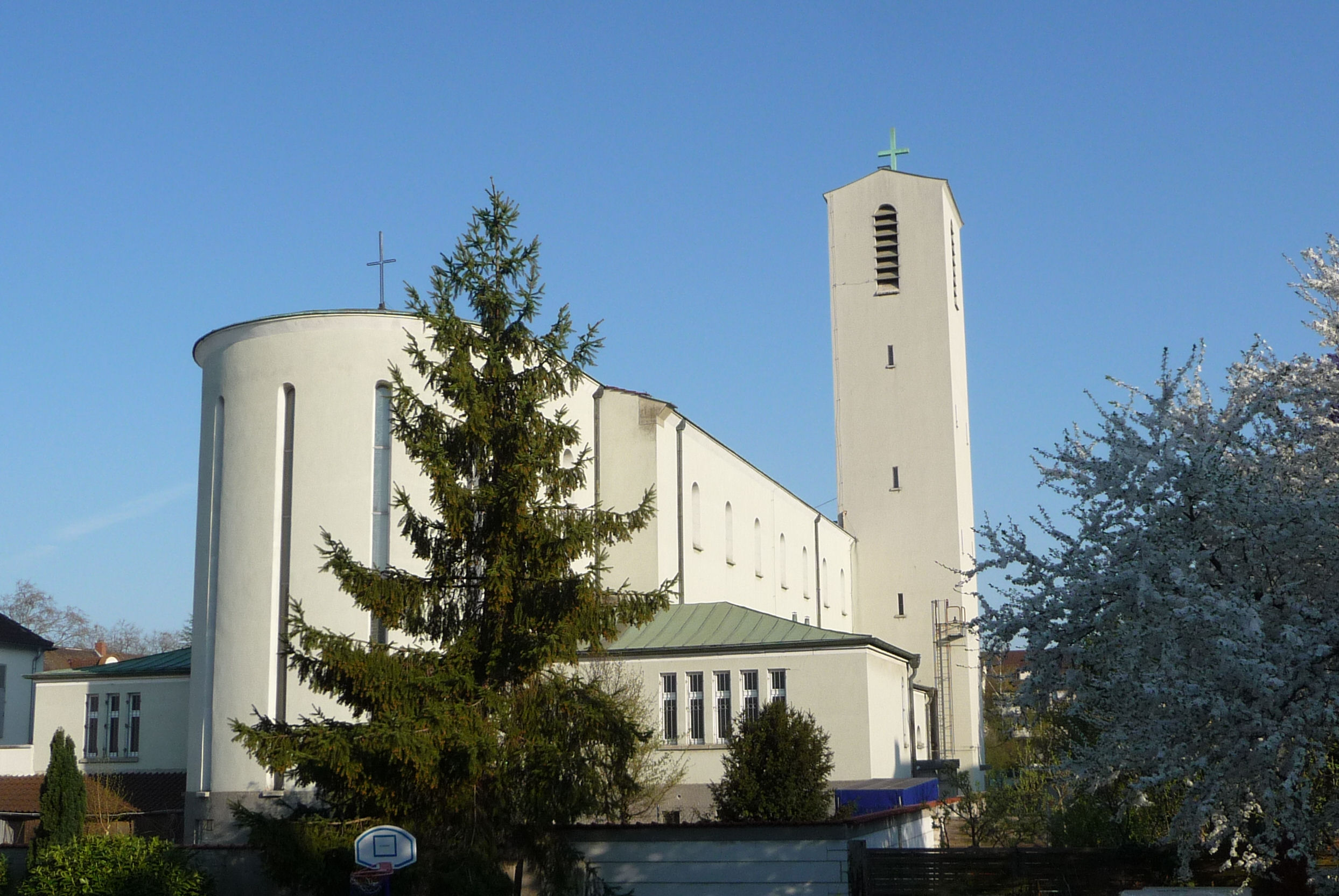
St. Bonifaz

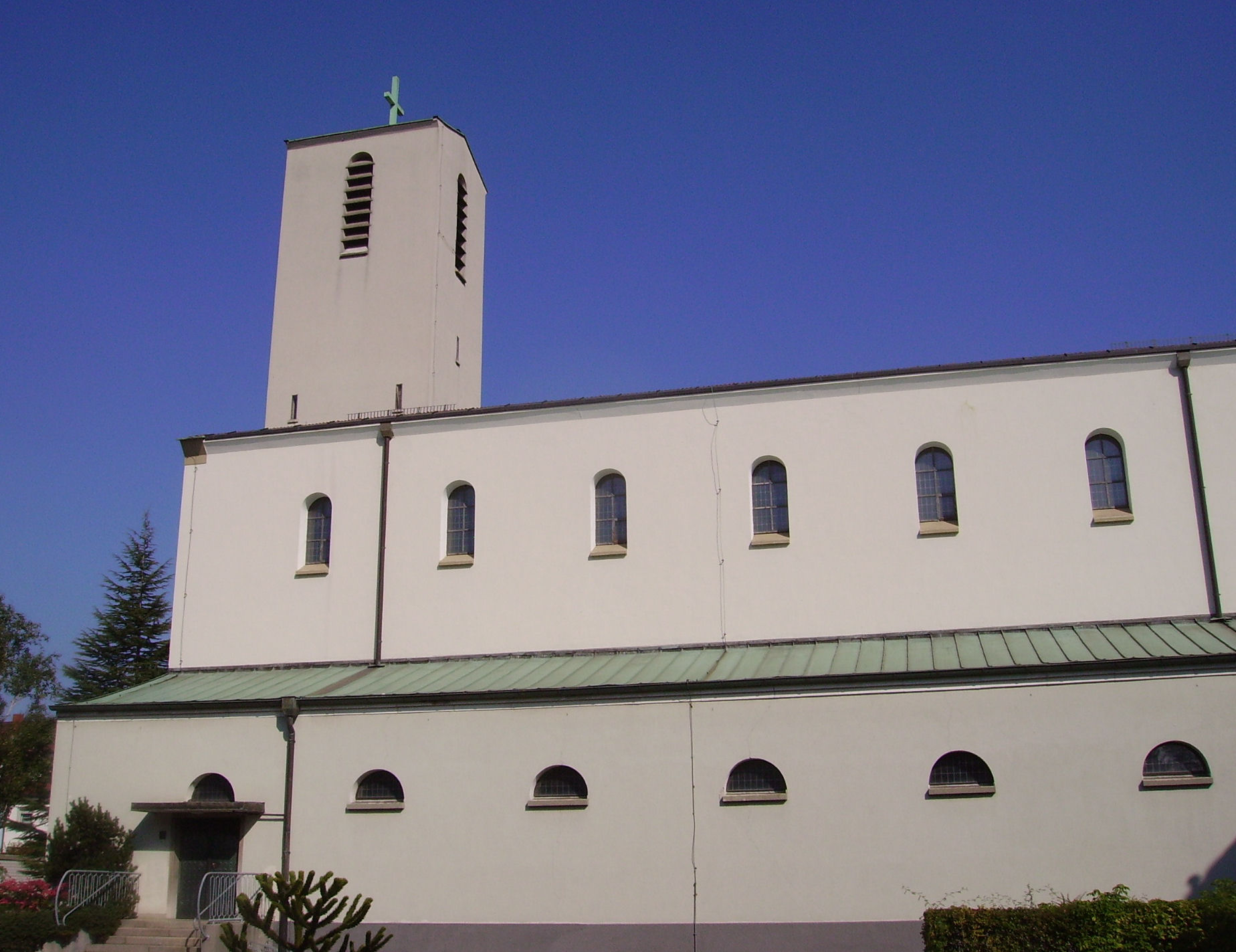
Ansicht von Westen

St. Bonifaz ist eine katholische Kirche im Ludwigshafener Stadtteil Gartenstadt. Sie wurde zwischen 1929 und 1930 nach den Plänen von Albert Boßlet erbaut.

## Geschichte
Die Bebauung der Gartenstadt entstand ab 1914. Die Katholiken wurden zunächst von der Mundenheimer St.-Sebastian-Kirche betreut. Nach dem Ersten Weltkrieg wuchs die Bevölkerung stetig an, so dass 1928 eine eigenständige Pfarrgemeinde eingerichtet wurde. 1929 wurde mit dem Bau der Kirche begonnen, die der Planung des Architekten Albert Boßlet und seines Mitarbeiters Karl Lochner entstammte. Am 30. März 1930 wurde St. Bonifaz geweiht. 1976 erfolgte eine Renovierung.
Nach dem Zweiten Weltkrieg gingen aus St. Bonifaz zwei weitere Pfarreien hervor, 1947 St. Hildegard und 1968 St. Hedwig. Ab 1983 wurde die einstige Muttergemeinde St. Bonifaz von St. Hedwig mitverwaltet, ehe sich 2003 alle drei Gartenstädter Pfarreien zur Katholischen Pfarreiengemeinschaft Gartenstadt zusammenschlossen.

## Beschreibung

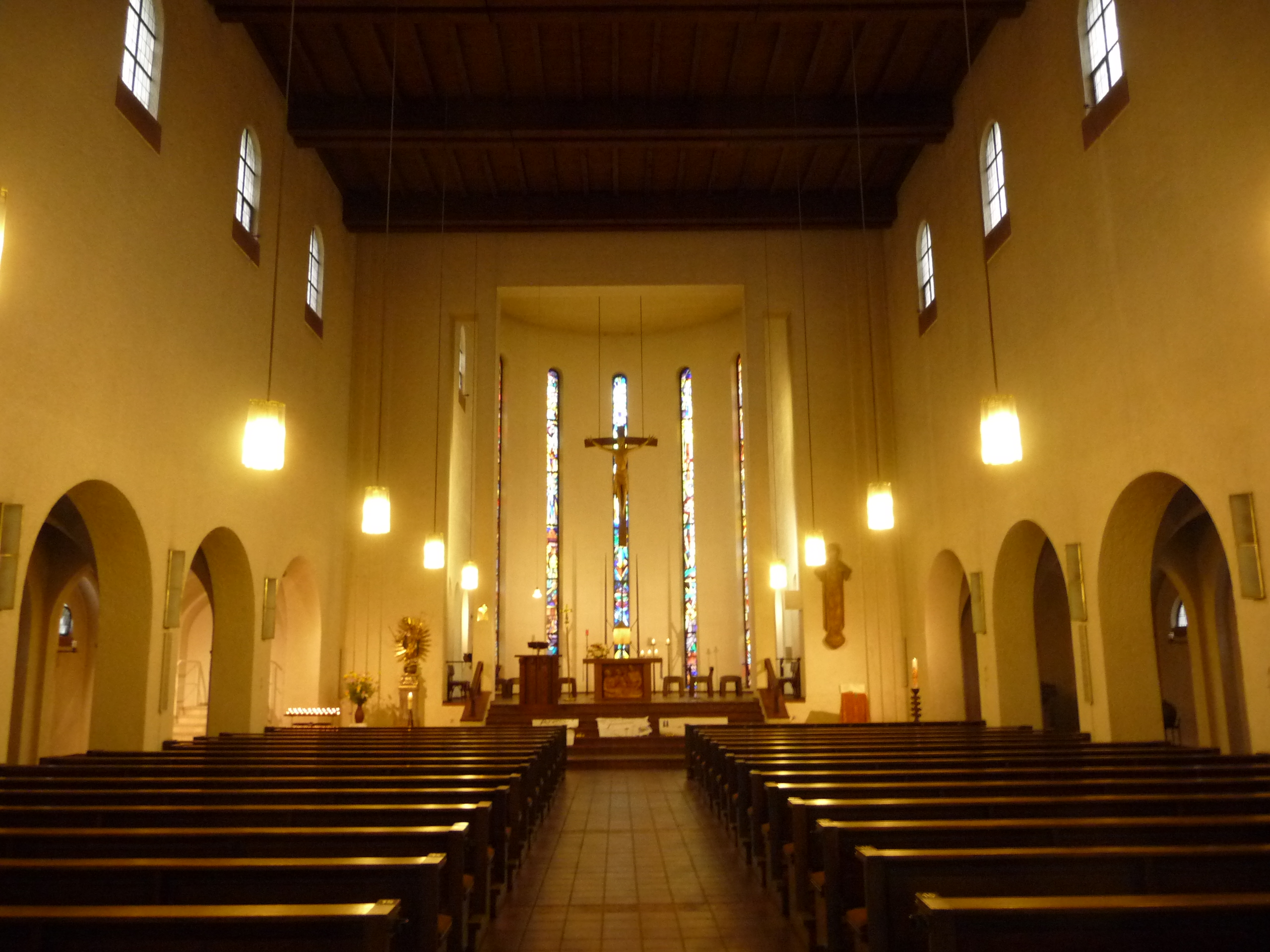
Innenraum

St. Bonifaz steht im Zentrum der Gartenstadt. Das Bauwerk wurde bewusst als Dominante innerhalb der niedrigen Wohnbebauung in der Ebene konzipiert. Die Architektur weist sowohl expressionistische als auch romanische Motive auf. Der Typus entspricht einer Basilika. Das relativ breite Mittelschiff besitzt eine Flachdecke. Die halbrunde Apsis ist mit hohen Schlitzfenstern gegliedert.
Die Orgel wurde 1980 von Walcker erbaut. Der mit einem flachen Satteldach bedeckte, 28 Meter hohe Kirchturm ist an der nördlichen Flanke platziert. Das Geläut besteht aus vier Glocken, die 1960 die Glockengießerei Schilling goss:
| Ø (mm) | kg    | Ton  |
| ------ | ----- | ---- |
| 1.408  | 1.626 | des1 |
| 1.118  | 811   | f1   |
| 970    | 608   | as1  |
| 863    | 416   | b1   |